# Гашение (телевидение)
Гашение, гасящие импульсы — совокупность служебных сигналов телевизионного видеосигнала, отключающих электронный луч во время обратного хода строчной и кадровой развёрток. К сигналам гашения относятся строчные и кадровые гасящие импульсы. По ГОСТ 21879—88 сигналом гашения считается сигнал, состоящий из гасящих импульсов строк и полей. Разница между длительностью гасящих импульсов и обратного хода, называется запасом гашения.
Гасящие импульсы появились в телевизионных стандартах одновременно с переходом от механических к электронным технологиям, поскольку магнитные отклоняющие системы обладали индуктивной инерцией, требующей интервал времени для обратного хода развёрток. При этом электронный луч, совершающий обратный ход, требовалось погасить, для чего передавался гасящий импульс, совпадающий с уровнем чёрного в видеосигнале. По ГОСТ 7845-92 при отсчете от уровня белого 100 %, уровню чёрного (гашения) соответствует «0», а уровень синхроимпульсов принимается равным −43 %. В некоторых телевизионных стандартах, использующих систему 480i, используется уровень гашения ниже, чем уровень чёрного, называемый «пьедесталом». Он гарантирует невидимость обратного хода в случае искажения уровней при передаче. Уровень гашения в видеосигнале всегда постоянен, что позволяет использовать гасящие импульсы в качестве опорного сигнала для регулировки тракта. Например, в видеомагнитофонах уровень гашения используется для калибровки усилителя видеосигнала.
Во время гасящих импульсов на уровне «чернее чёрного» (-43 %) передаётся служебная информация, поскольку так она невидима на экране. К такой информации относятся синхроимпульсы, телетекст, скрытые субтитры и измерительные строки для настройки передающего оборудования.
Гашение занимает довольно существенную временну́ю часть видеосигнала и снижает его информационную ёмкость. Наибольший период занимает кадровое гашение: до 1700 микросекунд на каждый полукадр в стандарте 576i и до 1300 в стандарте 480i. Однако, даже в современных цифровых стандартах, в том числе HDTV, для передачи служебной информации в несжатом сигнале используется цифровое гашение.